# Felix Adam
Felix Adam (* 15. Februar 1884 in Berlin; † 1967) war ein deutscher Mandolinist, Zitherspieler, Gitarrist, Instrumentallehrer und Arrangeur.

## Leben
Felix Adam, in Berlin geboren, erhielt seine Ausbildung zum Instrumentalisten von seinem Vater, dem Musiker Paul Adam. Er ließ sich 1907 in Hannover nieder und arbeitete dort als Instrumentallehrer und Leiter diverser Zither-, Mandolinen- und Gitarrenvereine.  Der Mandolinist Jakob Thomas (* 1909) zählte hier zu seinen Schülern. Adam war 1919 Mitbegründer des Deutschen Mandolinisten- und Gitarrenbundes. Diese Gründung wurde am 6. Dezember 1919 in Leipzig beschlossen und vom 21. bis 23. August 1920 bei einer Gründungsfeier in Coburg vollzogen.  Er begründete in Hannover ein Zupforchester, das erstmals 1922 unter seiner Leitung im Ricklinger Vereinshaus auftrat. Als Solist genoss er einen bedeutenden Ruf. Am 6. Juli 1929 gastierte er beim Ersten Mandolinen- und Gitarrenclub Innsbruck und 1938 trat er beim Konzert zum zehnjährigen Jubiläum des Hamburger Mandolinenorchesters von 1928 e. V. im Conventgarten in Hamburg auf. Auftritte Adams wurden im Hörfunk übertragen, so am 29. Oktober 1926 bei der NORAG, Sender Hannover ein Zither- und Jodlerkonzert gemeinsam mit Franz Effner und am 24. Mai 1932 ein Konzert mit der Ersten Hannoverschen Mandolinen- und Gitarrenvereinigung von 1908 und dem Lindener Zitherklub unter Adams Leitung im Programm der NORAG aus Hamburg. Unter dem Namen Felix Adam brachte die Firma Dressola eine eigene Produktlinie mit Mandolinsaiten auf den Markt.

## Werke (Auswahl)
- Beim Verleger Chr. Bachmann gab Felix Adam die Reihe Der Mandolinenchor heraus. Diese beinhaltete Arrangements für Mandolinenorchester mit Partitur und Stimmen.[9] OCLC 900633262 I Marsch aus der Oper „Carmen“ von Bizet II Poesie - Boston von Arthur Damp[10] III Potpourri aus der Oper Der Freischütz von Weber OCLC 1013688579 IV Arthur Herzog: Weihnachtsfantasie für zwei Mandolinen, Mandola und Gitarre op. 21, Bachmann, Hannover, 1921[11]  V Altfranzösische Gavotte VI Elisabeth-Marsch von Fels VII Rosen-Walzer von Arno Fels[12] VIII Großer Konzertwalzer Mein Leben von Sommerlatt IX Ouvertüre zu der Oper Zampa von Hérold[13] X Torero-Marsch nach spanischen Originalmelodien XI Die Nachtmusik von Madrid, nach dem 6. Quintettino von Boccherini OCLC 1015222108 XII Opus 48 No 1 von I. Pleyel OCLC 976406209XIII Heimatklänge, Mazurka von Fels XIV Sternschnuppen, Rheinländer von Fels XV Der Ritt zum Liebchen, Charakterstück von Sommerlatt XVI O kehre nur einmal zurück, Lied von Damp XVII Pizzicati a. d. Ballett „Sylvia“ von Delibes OCLC 980005862XVIII Ouvertüre zu der Oper „Don Juan“ von Mozart
- Albert Lortzing: Divertissement aus der Oper Undine, für zwei Mandolinen, Mandora und Gitarre, arrangiert von Felix Adam, Moderne Musik, Zürich, 1917[14]